# Eremiaphila andresi
Eremiaphila andresi è una specie di mantide religiosa appartenente al genere Eremiaphila.